# Константиновка (Кемеровская область)
Константи́новка — деревня в Мариинском районе Кемеровской области. Входит в состав Первомайского сельского поселения.

## География
Центральная часть населённого пункта расположена на высоте 157 метров над уровнем моря.

## Население
По данным Всероссийской переписи населения 2010 года, в деревне Константиновка проживает 143 человека (74 мужчины, 69 женщин).